# 马诺伊林农村居民点
马诺伊林农村居民点（俄语：Манойлинское сельское поселение）是俄罗斯联邦伏尔加格勒州克列茨卡亚区所属的一个农村居民点。其下辖有4个居民点，行政中心为马诺伊林。据2016年统计，该农村居民点的人口为1083人。